# Annick Van Den Ende-Chapellier

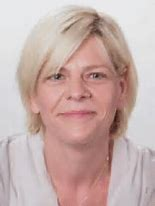
Annick Van Den Ende-Chapellier

Annick Van Den Ende-Chapellier (Saint-Mard, 14 mei 1965) is een Belgisch politica voor het cdH, sinds maart 2022 Les Engagés genaamd.

## Levensloop
Van Den Ende-Chapellier werkte eerst jarenlang in de verzekeringssector en werd vervolgens leerkracht in het middelbaar onderwijs.
Ze werd lid van het cdH en was voor deze partij van 2007 tot 2012 OCMW-raadslid van Virton, waar zij van 2009 tot 2018 OCMW-voorzitter was en sinds 2013 gemeenteraadslid is.
Tevens was ze van 2010 tot 2011 lid van de Kamer van volksvertegenwoordigers voor de kieskring Luxemburg ter opvolging van Benoît Lutgen.